# Graham Yost

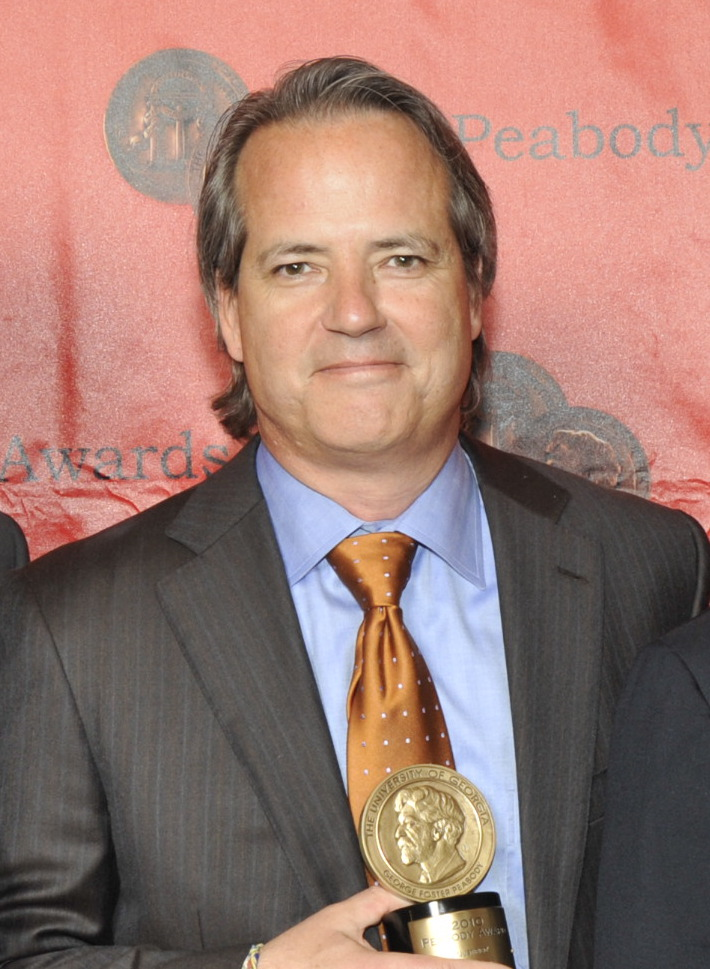
Graham Yost

Graham John Yost, född 5 september 1959, är en kanadensisk-amerikansk manusförfattare. Han är skapare av TV-serien Boomtown.

## Filmografi, som manusförfattare
- Speed (1994)
- Broken Arrow (1996)
- Hard Rain (1998)
- Mission To Mars (2000)
- Band of Brothers (Två avsnitt) (2001)
- The Last Castle (2001)
- Boomtown (TV-serie) (2002)